# Julian Kornelli
Julian Kornelli (* 5. August 1997 in München) ist ein deutscher Eishockeyspieler, der seit Juni 2021 beim EV Landshut aus der DEL2 unter Vertrag steht und dort aus der Position des Stürmers spielt. Zuvor war Kornelli unter anderem für die Schwenninger Wild Wings in der Deutschen Eishockey Liga (DEL) sowie den österreichischen Klub EC VSV in der ICE Hockey League aktiv.

## Karriere
Kornelli begann seine Karriere im Nachwuchs des EC Bad Tölz und durchlief dort alle Nachwuchsmannschaften, ehe ihm in der Saison 2015/16 der Sprung in die Profimannschaft des Klubs gelang. In seinem zweiten Profijahr in der Süd-Gruppe der drittklassigen Oberliga gelang Kornelli im Frühjahr 2017 mit den Tölzer Löwen der Aufstieg in die DEL2. In seiner ersten DEL2-Spielzeit machte der Stürmer mit 25 Scorerpunkten auf sich aufmerksam, wodurch er im Mai 2018 ein Vertragsangebot der Schwenninger Wild Wings aus der Deutschen Eishockey Liga (DEL) erhielt. Neben den Schwenninger Wild Wings kam Kornelli in der Saison 2018/19 mittels einer Förderlizenz auch bei den Ravensburg Towerstars zum Einsatz. Mit den Towerstars gewann die Meisterschaft in der DEL2. Im März 2019 verlängerte er seinen Vertrag bei den Schwenninger Wild Wings um eine weitere Spielzeit.
Nach zwei Jahren in Schwenningen wechselte Kornelli zur Saison 2020/21 erstmals ins Ausland und unterschrieb beim österreichischen Klub EC VSV aus Villach, der am Spielbetrieb der ICE Hockey League teilnahm. Im Juni 2021 wechselte der Stürmer zurück nach Deutschland und schloss sich dem EV Landshut aus der DEL2 an. Nachdem er seinen Vertrag nach den ersten beiden Jahren jeweils um ein Jahr verlängert hatte, erlebte der Offensivspieler in der Saison 2023/24 eine starke Leistungsentwicklung und wurde mit 15 Toren und 22 Vorlagen in 52 Spielen zum Topscorer seines Teams. Trotz zahlreicher DEL-Angebote entschied sich Julian Kornelli für eine Verlängerung beim EV Landshut um zwei weitere Jahre bis zum Sommer 2026.

## Erfolge und Auszeichnungen
- 2013 Deutscher Schülermeister mit dem EC Bad Tölz
- 2017 Aufstieg in die DEL2 mit den Tölzer Löwen
- 2019 DEL2-Meister mit den Ravensburg Towerstars

## Karrierestatistik
Stand: Ende der Saison 2024/25
(Legende zur Spielerstatistik: Sp oder GP = absolvierte Spiele; T oder G = erzielte Tore; V oder A = erzielte Assists; Pkt oder Pts = erzielte Scorerpunkte; SM oder PIM = erhaltene Strafminuten; +/− = Plus/Minus-Bilanz; PP = erzielte Überzahltore; SH = erzielte Unterzahltore; GW = erzielte Siegtore; 1 Play-downs/Relegation; Kursiv: Statistik nicht vollständig)

## Familie
Seine Schwester Alina Kornelli ist als Kitesurferin aktiv und qualifizierte sich für die Olympischen Sommerspiele 2024 in der französischen Hauptstadt Paris.